# جبل الكرمل

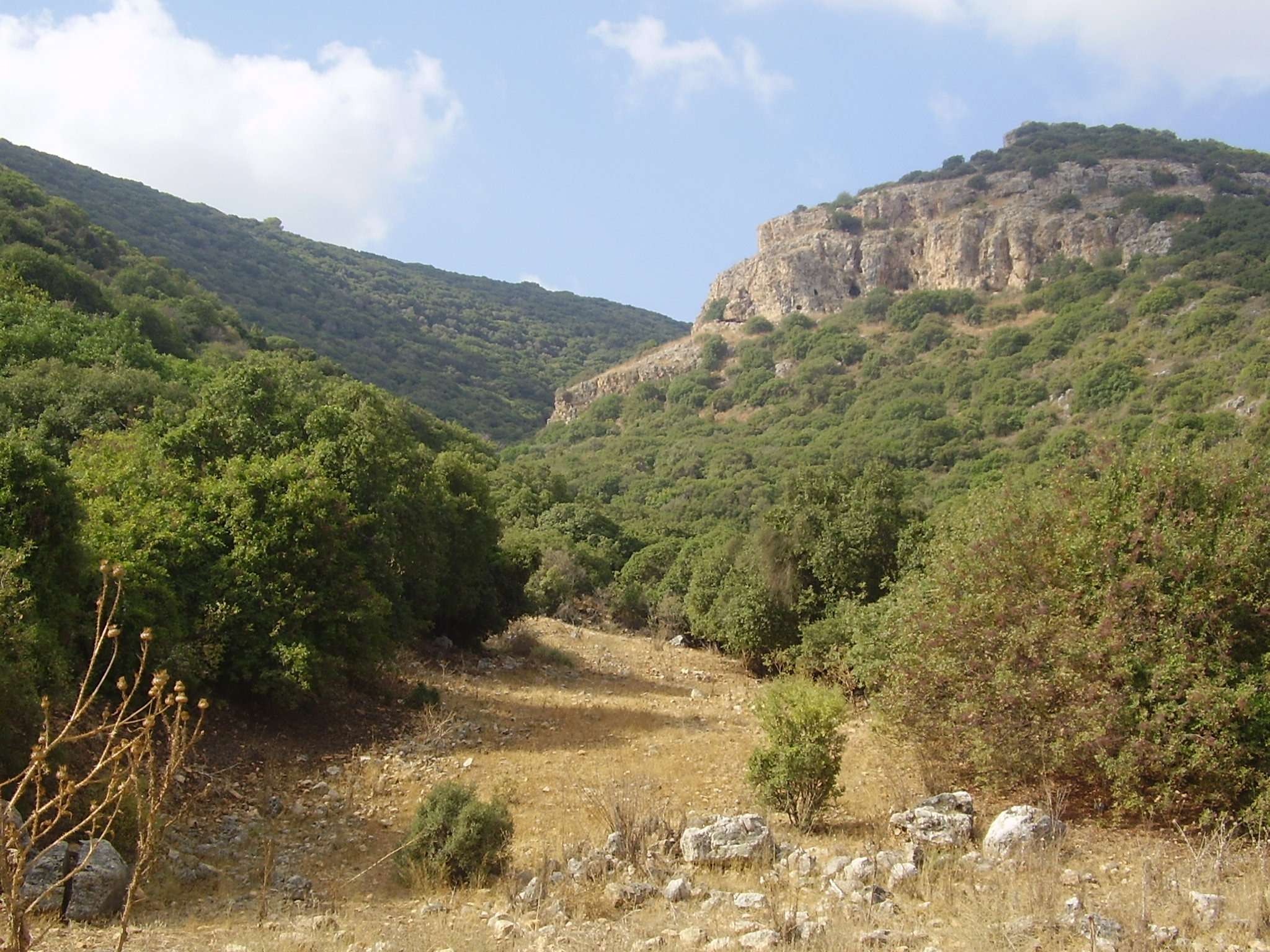
جبل الكرمل.

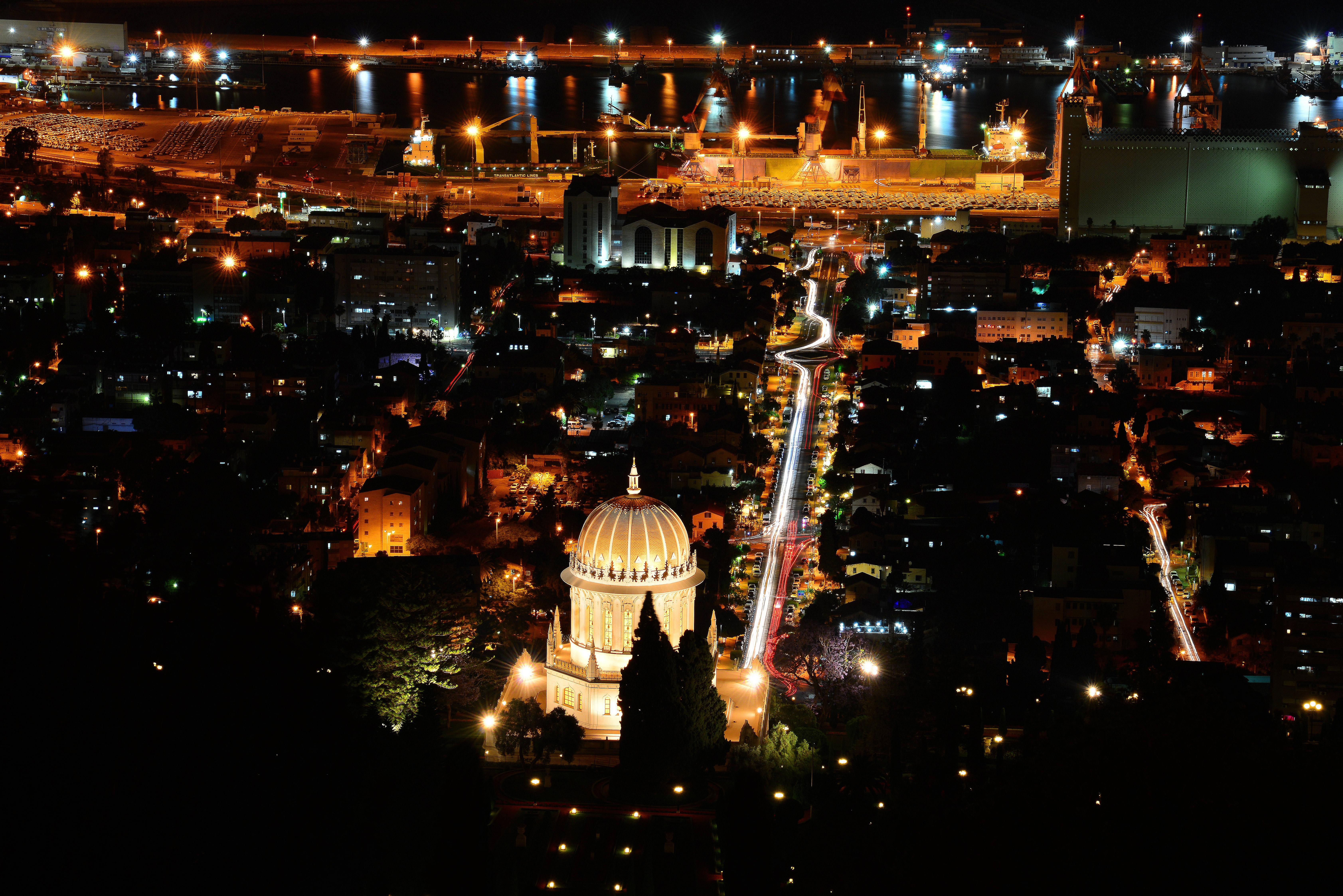
ضريح الباب وحي الألمانيَّة على اكتاف جبل الكرمل في حيفا ليلاً.

جبل الكرمل، أو جبل مار إلياس هو سلسلة جبال في شمال فلسطين المحتلة، وهو جبل ساحلي يطل على البحر الأبيض المتوسط وعلى ميناء مدينة حيفا وخليج عكا وهو يعتبر النهاية الشمالية لجبال نابلس. يأخذ الجبل شكل مثلث، رأسه في الشمال الغربي وقاعدته في الجنوب الشرقي وأعلى قمة فيه هي قمة عين الحايك ويبلغ ارتفاعها حوالي 600 متراً، ويقع جزء كبير من مدينة حيفا الحالية على جبل الكرمل وكذلك بعض القرى مثل جبع وأم الزينات وإجزم وأحراش الكرمل. النطاق هو محمية في برنامج الإنسان والمحيط الحيوي لليونسكو. وقد أصاب جبال الكرمل حريق هائل يعد كارثة كبيرة في 2 ديسمبر 2010 وقد شاركت عدة دول لاخماد هذا الحريق الهائل.

## التركيب الجيولوجي
تسود جبل الكرمل صخور كلسيّة بالإضافة إلى بقاع صغيرة متفرّقة من الصّخور البركانيّة وصخور من الجير الرخو ومن التربة الرسوبية تكثر فيها المتحجرات. يحفل الجبل بالصّدوع ويتجاوز عددها العشرين. أهمّ هذه الصّدوع صدع جنين - حيفا الذّي سبّب نشوء صفحة الجبل شديدة الانحدار المُطلّة على سهل مرج ابن عامر وسهل عكّا - حيفا، وسبّب ذلك ارتفاع الجبل في أجزائه الشّرقيّة أكثر من أجزائه الغربيّ. يوجد على الجبل أودية مخدّدة لسفحه. وهي أودية ذات تصريف مزدوج قصيرة شبه مستقيمة قليلة الرّوافد على السّفح الشّمالي الشّرقي، وأطول وأكثر عدداً وروافداً على السّفح الجنوبيّ الغربيّ. وتكسو أشجار السنديان والبلوط واللوز البري جبل الكرمل وكذلك العنب والزيتون واللوزيات.

## التاريخ

### تاريخ العصر الحجري القديم
لجبل الكرمل أهمّية كبرى في التّاريخ ترقى إلى العصر الحجري القديم. كانت سلطات الانتداب البريطاني أوّل من كلّف بعض المنقّبين القيام بحفريّات في بعض المغارات. عُثر في مغارة (الواد) على أدوات صوّانيّة يغلب عليها الشّكل الهلالي كانت تستعمل كمجل أو كسكّين أو مقشطة وعلى قطعة عظم محفور عليهاعجل صغير يرضع ضرع أمّه. كما عُثر في مغارة الطابون ومغارة السّخول على بعض الهياكل العظميّة البشريّة التّي تُعدّ حلقات تطورّ بين الإنسان النياندرتالي والإنسان البشري الحديث.
وهناك آثار تعود إلى العصر الحجري الوسيط تدل على ان النطوفيين (المنسوبين إلى مغائر النطوف شمال القدس)، الذين تركزت حضارتهم على الساحل، عاشوا أيضا في مغائر جبل الكرمل ثم تبعتهم حضارات أخرى كالكنعانيين وغيرهم. وأقام الكنعانيون بعض مدنهم وقراهم في المناطق المجاورة مثل الطنطورة وقيسارية، وبنوا حيفا القديمة قريبا جدًا من حيفا الحالية، وقد بقي منها بعض الآثار التي تدل على مكانها في جبل الكرمل وهي على شكل قناطر.

### كموقع استراتيجي
مثلّ جبل الكرمل مأوى للمضطهدين في جميع العصور، فلقد آوى إليه المسيحيّون الأوّلون هرباً من اضطهاد اليهود والرّومان وأقاموا عليه ديراً وكنيسة. ومثّل مناخ الجبل ومكانه الاستراتيجي وطبيعته عوامل مناسبة للسّكنى والعمل، جذبت الإنسان منذ القديم فأقام عنده وعمّره. يعرف الجبل مدنا هامّة مثل مدينة حيفا الممتدّة على نهايته الشّماليّة الغربيّة، بالإضافة إلى قرى عديدة منها بلدة دالية الكرمل وبلدة عسفيا وبلدة الطّيرة وعين حوض وياجور.
نظرًا للنباتات الخصبة على سفح التل المنحدر، وضم الجبل على العديد من الكهوف على الجانب الأكثر انحدارًا، أصبح جبل الكرمل الموقع الذي يطارد المجرمين؛ وكان يُنظر إلى جبل الكرمل كمكان للهروب من الله، كما يوحي بذلك سفر عاموس. ووفقاً لسفر الملوك الثاني، سافر اليسع إلى جبل الكرمل مباشرةً بعد شتمه مجموعة من الشباب لأنهم سخروا منه وهو الموقع الذي فيه تم فيه صعود إيليا. هذا لا يعني بالضرورة أنَّ اليسع قد طلب اللجوء من أي رد فعل عكسي محتمل، ووفقًا لسترابو، ظلّ الجبل مكانًا للجوء حتى القرن الأول على الأقل.
وفقاً لكل من إبيفانيوس السلاميسي، ويوسيفوس فلافيوس، كان جبل الكرمل معقل طائفة الأسينيين والذين قدموا من مكان في منطقة الجليل يدعى الناصرة؛ ويُشار إلى مجموعة الأسينيين هذه أحيانًا باسم الناصريين، وربما يشبهون الناصريين أو النصارى، الذين اتبعوا تعاليم يسوع الناصري.
خلال الحرب العالمية الأولى، لعب جبل الكرمل دوراً استراتيجياً مهماً. وقعت معركة مجيدو على رأس تمريرة عبر جبل الكرمل، والذي يطل على مرج ابن عامر من الجنوب. قاد الجنرال إدموند ألنبي القوات البريطانية في المعركة، والتي كانت نقطة تحول في الحرب ضد الدولة العثمانية. كان مرج ابن عامر قد استضاف العديد من المعارك من قبل، بما في ذلك معركة مجدو التاريخية الهامة للغاية بين المصريين والكنعانيين، ولكن لم يكن هناك سوى معركة كبيرة في القرن العشرين، حيث لعب جبل الكرمل نفسه دوراً مهماً، بسبب التطورات في الذخائر. واكتشف علماء الآثار مكابس النبيذ والزيت القديمة في مواقع مختلفة على جبل الكرمل.

## مكانته الدينية
ذكر جبل الكرمل في كتب التوراة والعهد القديم ويقال ان معنى الاسم في اللغات السامية كالآرامية والعبرية هو «كرم إيل» ويعني «كرمة الله» (أو حديقته). ونقرأ في هذه الكتب بأن النبى إيليا اختار هذا الموضع لأن الكنعانيين كانوا يعتقدون بأن جبل الكرمل هو مسكن الآلهة وهناك واجه أنبياء البعل وعشتاروت وانتصر عليهم وقتلهم. وكان من عادة الكنعانيين التّعبّد للإله بعل في الأماكن المرتفعة ومنها جبل الكرمل حيث قدّموا القرابين على مرتفعاته

### المسيحية

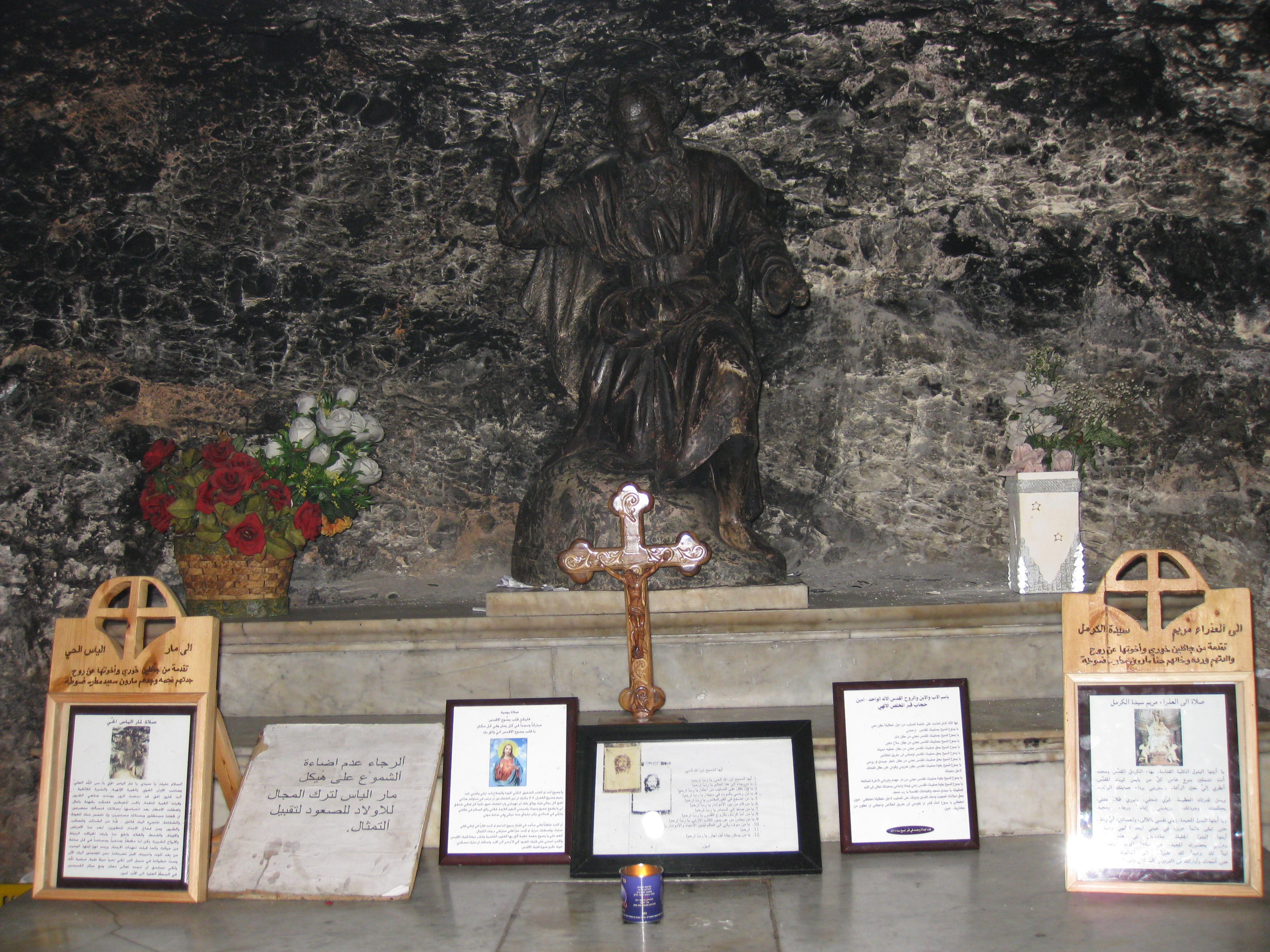
مغارة دير مار إلياس.

هناك اليوم مغارتين عليا وسفلى في سفح الجبل المقابل للبحر تسمان باسمه ويقال بأنه سكن فيهما. ويعتبر جبل الكرمل جبلاً أثرياً وجبلاً مقدساً عند بعض الطوائف المسيحية لكونهم يعتقدون بأن عودة يسوع تسبقها عودة النبي ايليا. ويقع دير ستيلا ماريس أو دير سيدة جبل الكرمل على سفوح جبل الكرمل في حيفا، وهو دير يتبع للرهبنة الكرملية. وتذكر التقاليد المسيحية أن الدير يضم مغارة اعتكف فيها النبي إيليا أو إلياس حسب التقاليد الشعبية حيث أن إكرام إيليا استمر في موقع المغارة وانتشر النساك في نواحي الجبل. وفي الحقبة البيزنطية عاشت جماعة من النساك في مغارة إيليا (حيث يقوم الدير الحالي) وتشهد على ذلك المخطوطات التي عثر عليها في المغارة. تذكر المصادر أن النبيَّين «إلياس» و«اليسع» علّما تلاميذهما الديانة في مدرسة الانبياء - مقام الخضر اليوم. وقد انتصر «النبي إلياس» على أعدائه الوثنيين في منطقة جبل الكرمل، في المكان المقدس المنسوب إليه، كنيسة مار إلياس. ويقع دير المحرقة الكاثوليكي على بعد 2 كيلو متر إلى الجنوب الشرقي من دالية الكرمل، ويقع في موقع المعركة بين النبي إيليا وكهنة الإله بعل، ويتبع الدير الرهبنة الكرمليَّة.
وفي 1868 م أتت إحدى الطوائف البروتستانتية من ألمانيا وانشأت مستوطنات وأقامت أول حي ألماني على الطراز الحديث في المدينة وهو حي «كارملهايم» الذي لايزال إلى اليوم في سفح جبل الكرمل. وكذلك نرى اليوم هناك مزار مريم العذراء سيدة الكرمل، وهي من أقدم الكنائس المبنية لتكريمها. وجبل الكرمل هو مركز رهبنة الكرمليون التي تأسست هناك في القرن الثاني عشر ميلادي، وهي رهبنة في الكنيسة الكاثوليكية تأسست في القرن الثاني عشر في مملكة بيت المقدس، وتعتمد في روحانيتها على النبي إلياس ومريم العذراء خصوصًا. واسم الرهبنة مأخوذ من جبل الكرمل شمال حيفا وهو المكان المذكور في الكتاب المقدس والمقترن بالنبي إيليا، حيث قبل الله قربانه في قمته ضمن التحدري مع كهنة البعل.
يعتبر جبل الكرمل مقر أبرشية عكا وحيفا والناصرة وسائر الجليل للروم الملكيين الكاثوليك وهي أبرشية تابعة لكنيسة الروم الملكيين الكاثوليك، وهي أبرشية كاثوليكيّة شرقيّة. حيث تتواجد مقر الأبرشية في كاتدرائية مار إلياس في مدينة حيفا.

### البهائية

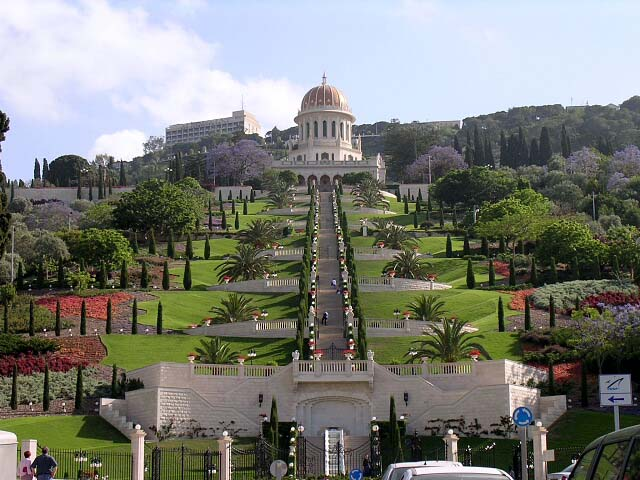
ضريح الباب على اكتاف جبل الكرمل في حيفا.

أنشأ البهائيون، ضريح الباب ومركزهم الإداري وحدائقهم على سفح هذا الجبل المقدس أيضاً. ضريح الباب هو مقام علي محمد رضا الشيرازي المُلقب بالباب (1819 - 1850) وهو المبشر عند اتباع الديانة البهائية. وعند زيارته لجبل الكرمل في مدينة حيفا الفلسطينية عام 1891م، عيّن بهاء الله مؤسس الديانة البهائية هذا المكان ليدفن فيه الباب.
وتعتبر حيفا وجبل الكرمل اليوم مركزًا للدين البهائي، حيث تقام فيها مراسم الحج لأتباع هذه الديانة. بدأ شوقي أفندي رباني ببناء هياكل أخرى وواصل بناء بيت العدل البهائي حتى تم وصول المركز البهائي العالمي إلى حالته الحالية كمركز روحي وإداري للدين. ويتكون المركز العالمي هذا من ضريح الباب وحدائق البهائيين على جبل الكرمل في حيفا، وضريح بهاء الله قرب مدينة عكا، وبيت العدل الأعظم الذي يُمثل الهيئة الحاكمة العليا للبهائيين، بالإضافة إلى مباني أخرى مختلفة في المنطقة بما في ذلك مباني القوس في حيفا. يُشار بالذكر إلى أن العديد من مواقع المركز البهائي العالمي - بما فيها الشرفات ومزار باب التي تشكل المنحدر الشمالي لجبل الكرمل - إلى جانب ضريح بهاء الله في عكا قد تم إدراجها على قائمة التراث العالمي التابعة لليونسكو.
ولقد بدأ بناء إطار الضريح الخارجي الضخم في نيسان عام 1948م، وانتهى بناء الضريح عام 1953م، ويؤمه البهائيون للزيارة من جميع أنحاء العالم، يَعتبر البهائيون أنَّ الحدائق البهائية على سفح جبل الكرمل هدية إلى الإنسانية فأبوابها مفتوحة للجميع. وقد أصبح الموقع معلمًا ضخمًا في إسرائيل، وتحديدًا في مدينة حيفا.

### مذهب التوحيد الدرزي

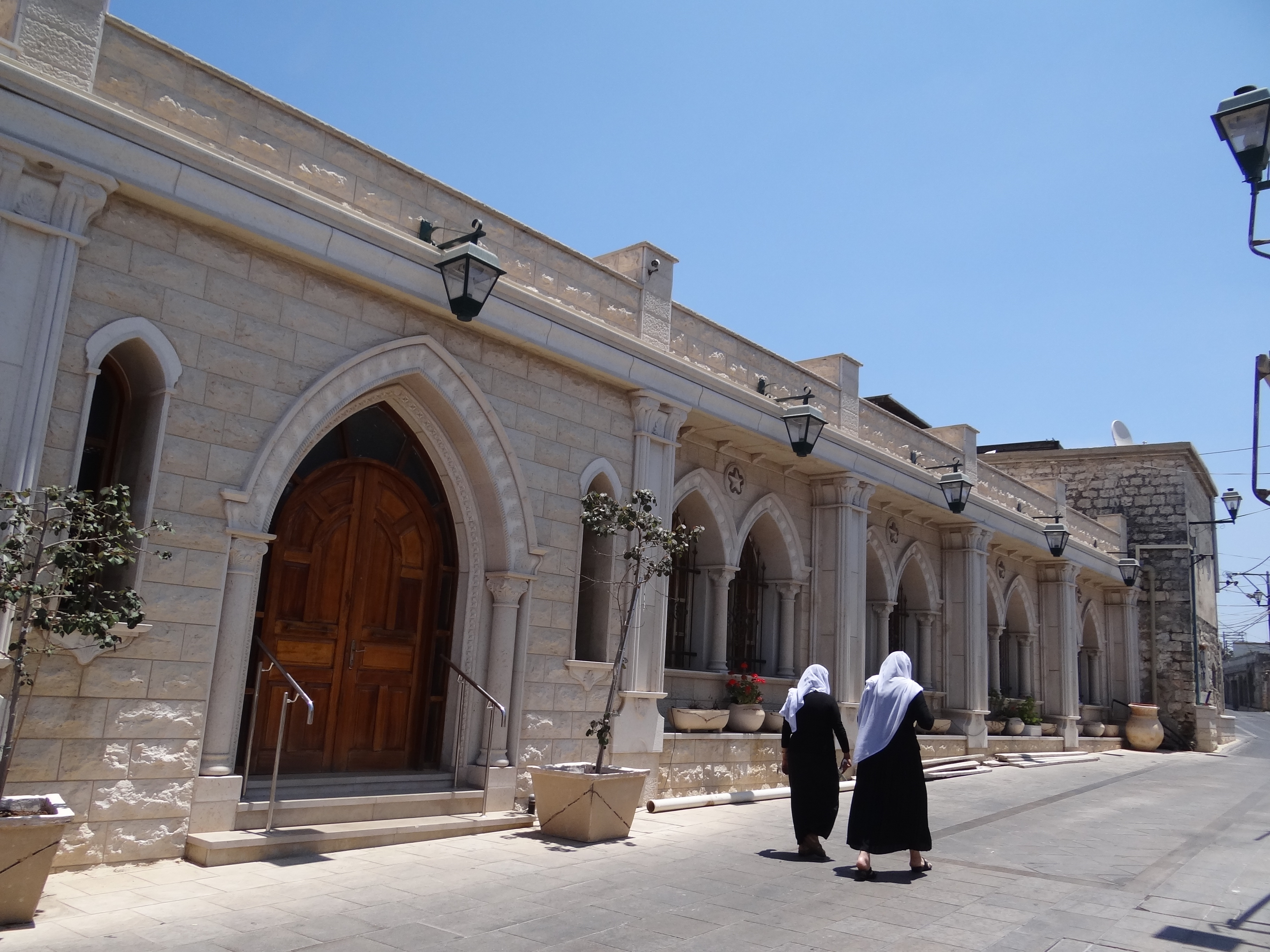
ضريح أبو إبراهيم في دالية الكرمل.

يقع ضريح أبو إبراهيم في دالية الكرمل والذي يعتبره الموحدون الدروز نبياً، كما ويقع قبر أبو عبد الله في عسفيا، كان أبو عبد الله أحد القادة الدينيين الثلاثة الذين اختارهم الخليفة الحاكم بأمر الله عام 996م لإعلان العقيدة الدرزية، ويُقال إنه أول قاضٍ درزي. يقوم الدروز بزيارة سنوية لهذا الضريح في 15 نوفمبر.

### الأحمدية
تملك الجماعة الأحمدية الإسلامية أكبر مسجد في فلسطين المحتله على جبل الكرمل المعروف باسم مسجد محمود في حي الكبابير. وهو هيكل فريد من نوعه يتكون من مئذنتين. وزار المسجد رئيس إسرائيل شيمون بيريز ذات مرة لحضور مأدبة إفطار. في منتصف العشرينيات من القرن الماضي وصل إلى حيفا مبشر من الأحمدية هو جلال الدين شمس. التقى هذا المبشر مع عدد من أهالي الكبابير في مدينة حيفا، ووجهوا إليه دعوة لزيارة قريتهم فلبى الدعوة وبشرهم بمبادئ الأحمدية وقبلوها، وهكذا أصبحت الكبابير أول قرية فيها جماعة أحمدية في فلسطين، بل في الشرق الأوسط قاطبة. وبادر أهالي القرية إلى بناء مسجد لهم أطلقوا عليه اسم «سيدنا محمود». وتم هدم المبنى القديم للمسجد في نهاية عقد 1970 وتشييد المسجد الحالي مكانه. وكانت الكبابير قرية في الأصل، إعترفت بها سلطات الإنتداب البريطاني وعيّنت مختارًا لها. ولكن في أعقاب النكبة الفلسطينية في عام 1948 وسقوط حيفا بيد الهاغاناه ضُمّت القرية إلى منطقة نفوذ بلدية حيفا، فأصبحت القرية حيًّا، كباقي أحياء المدينة.

## وصلات خارجية
- صورة جوية لجبل الكرمل في حيفا، حيث المعبد البهائي - ويكي مابيا